# بامعدان (شبام)
'

تعديل مصدري - تعديل

بامعدان هي إحدى قرى عزلة شبام بمديرية شبام التابعة لمحافظة حضرموت، بلغ تعداد سكانها 129 نسمة حسب تعداد اليمن لعام 2004.